# Liste der Monuments historiques in Le Ban-Saint-Martin
Die Liste der Monuments historiques in Le Ban-Saint-Martin führt die Monuments historiques in der französischen Gemeinde Le Ban-Saint-Martin auf.

## Liste der Bauwerke
| Bezeichnung     | Beschreibung                          | Standort                       | Kennzeichnung | Schutzstatus | Datum | Bild           |
| --------------- | ------------------------------------- | ------------------------------ | ------------- | ------------ | ----- | -------------- |
| Villa Schock    | 1934 erbaut, Architekt Otto Zollinger | 35 avenue de la Liberté (Lage) | PA57000019    | Inscrit      | 1999  |                |
| Château Lasalle | aus der Mitte des 18. Jahrhunderts    | 41 avenue de la Liberté (Lage) | PA57000002    | Inscrit      | 1996  | weitere Bilder |

## Liste der Objekte
| Bezeichnung               | Beschreibung                                    | Standort                                        | Kennzeichnung | Schutzstatus | Datum | Bild |
| ------------------------- | ----------------------------------------------- | ----------------------------------------------- | ------------- | ------------ | ----- | ---- |
| Skulptur Madonna mit Kind | Holz, farbig gefasst, Ende des 15. Jahrhunderts | in der Kapelle des Klosters Ste-Blandine (Lage) | PM57000009    | Classé       | 1985  |      |